# Anthony Parker
Pour l’article homonyme, voir Parker.
Anthony Parker (né le 19 juin 1975 à Naperville, Illinois, États-Unis) est un joueur américain de basket-ball. Après un début de carrière en NBA, il rejoint l'Europe,  évoluant au Maccabi Tel-Aviv, devenant l'un des meilleurs joueurs sur ce continent, figurant ainsi parmi les cinquante meilleurs contributeurs de l'Euroligue  désignés en 2008 à l'occasion du cinquantenaire de cette compétition. Il fait ensuite son retour en NBA, où il termine sa carrière de joueur.

## Biographie

### Aux États-Unis
Parker joue à l'école secondaire (high-school) avec le Naperville Central HS. Puis il joue au niveau universitaire pour les Braves de l'université Bradley entre 1993 et 1997. Il est désigné MVP de la Missouri Valley Conference en 1996.
Il est choisi comme 21e choix de la draft 1997 de la NBA par les Nets du New Jersey, ses droits étant échangés peu après en faveur de 76ers de Philadelphie. Il signe aux 76ers et joue deux saisons pour seulement 39 matchs.
En 1999, il est transféré au Magic d'Orlando. Il joue 16 matchs pour de faibles performances (3,6 points et 1,7 rebond) avant d'être coupé en janvier 2000. Il signe alors en CBA aux Quad City Thunder.
Parker est sélectionné dans l'équipe des États-Unis des 22 ans et moins.

### Europe
Parker déménage pour Israël pour la saison 2000-2001 où il signe au Maccabi Tel-Aviv. Il profite alors de la retraite de Doron Sheffer pour prendre la place d'ailier alors vacante. Mais il apporta à l'équipe bien plus que quiconque eut pu l'espérer, en démontrant étape par étape son habileté au tir, mais aussi au rebond, au contre, voire au dunk.
Pour sa première saison, il remporte avec son équipe le championnat et la coupe nationale. Puis remporte la Suproleague. La saison suivante, il remporte à nouveau les 2 titres nationaux, et emmène son équipe au Final Four de l'Euroligue.
Il quitte ensuite Israël en 2002 pour signer en janvier 2003 à la Virtus Rome.
Mais, non satisfait de cette demi-saison en terres italiennes, il revient au Maccabi, où il s'impose largement comme le joueur majeur.

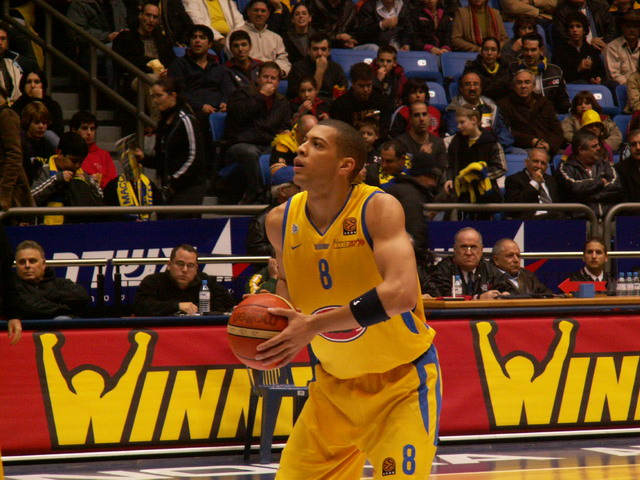
Anthony Parker sous le maillot du Maccabi Tel-Aviv

La saison 2003-2004 est complète pour le Maccabi, en remportant le championnat et la coupe en Israël mais également l'Euroligue. Parker est désigné MVP du Final Four qui se joue à Tel Aviv. Durant la finale contre la Skipper Bologne, le Maccabi signe le record pour un Final Four d'Euroligue en termes de points marqués, différence au score, réussite à 2 points, passes, etc. en l'emportant 118-74.
Parker est également élu MVP du championnat israélien.
Il remporte le doublé lors de la saison 2004-2005 : l'Euroligue et le championnat d'Israël.

### Retour en NBA
Le jeudi 13 juillet 2006, il annonce la signature d'un contrat professionnel avec les Raptors de Toronto lui rapportant 12 millions de dollars sur trois ans.
En 2009, il rejoint les Cavaliers de Cleveland.

### Carrière de dirigeant
Anthony Parker est nommé general manager adjoint du Magic d'Orlando en 2021. En juillet 2023, John Hammond quitte son poste de general manager et est remplacé par Parker.

### Vie privée
Sa sœur Candace évolue avec les Volunteers du Tennessee de l'université du Tennessee, remportant deux titres de championne de NCAA en 2007 et 2008. Passée professionnelle, elle évolue en Europe - elle remporte notamment l'Euroligue en 2013 - et en WNBA, ligue où elle obtient à deux reprises le titre de MVP de la saison, en 2008 et 2013. Elle est également double championne olympique en 2008 et 2012.